# Salem al-Ahmadi
Pour les articles homonymes, voir Ahmadi (homonymie).
Salem Mouled Musa'id al-Ahmadi, né le 12 septembre 1969, est un athlète saoudien, spécialiste du triple saut.

## Biographie
Il remporte la médaille d'or du triple saut lors des championnats d'Asie 2002, à Busan, avec la marque de 16,60 m. 
Il détient le record d'Arabie saoudite du triple saut avec 17,07 m, établi le 15 mai 1997 à Riyad.
Il participe aux compétitions suivantes, sans atteindre, à chaque fois, la finale : les championnats du monde en salle de 1997, les championnats du monde en plein air de 1999 et de 2003 et les Jeux olympiques de l'an 2000 et de 2004.

## Palmarès
| Date | Compétition         | Lieu     | Résultat | Épreuve     | Marque  |
| ---- | ------------------- | -------- | -------- | ----------- | ------- |
| 2000 | Championnats d'Asie | Djakarta | 3e       | Triple saut | 16,24 m |
| 2002 | Championnats d'Asie | Colombo  | 1er      | Triple saut | 16,61 m |
| 2002 | Jeux asiatiques     | Busan    | 1er      | Triple saut | 16,60 m |
| 2004 | Jeux panarabes      | Alger    | 3e       | Triple saut | 16,24 m |

### Records
| Épreuve     | Performance | Lieu  | Date        |
| ----------- | ----------- | ----- | ----------- |
| Triple saut | 17,07 m     | Riyad | 15 mai 1997 |